# Timrilt naturreservat
Timrilt är ett naturreservat i Halmstads kommun i Hallands län.
Området är naturskyddat sedan 2019 och är 18 hektar stort. Reservatet ligger norr om tätorten Simlångsdalen och består av bok- och ekskog samt i fuktigare områden alsumpskog och myr.